# Астролябия (корвет)
«Астролябия» (L’Astrolabe) — французский корвет, на котором Дюмон-Дюрвиль совершил два кругосветных плавания, в 1826—1829 и 1837—1840 годах. Названный при спуске на воду «Раковина» (La Coquille), был переименован в честь одного из судов Лаперуза.

## История

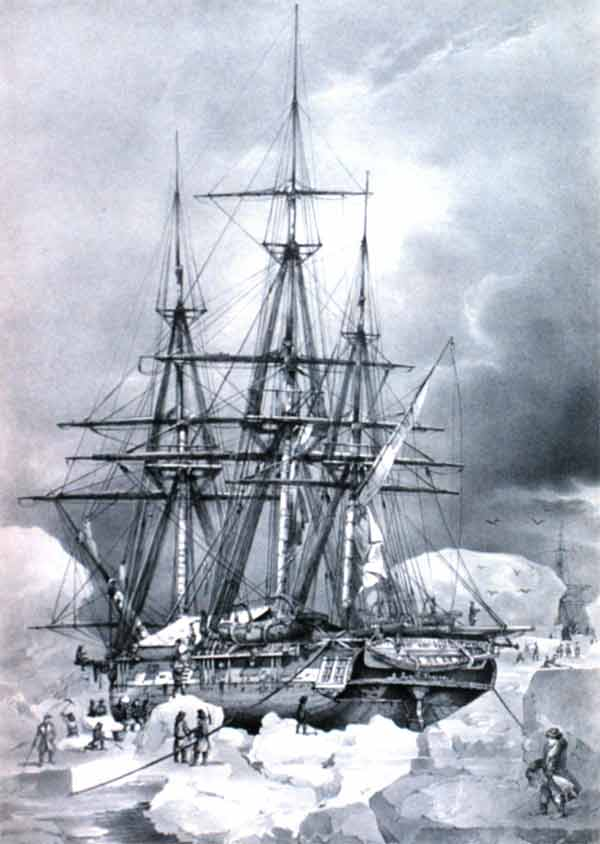
Астролябия в 1838.

«Раковина» была заложена как плашкоут на верфях Тулона в 1811 году в разгар наполеоновских войн и спущена на воду 8 июля 1814 года. Корабль курсировал между берегами Франции, Испании и Северной Африки, обеспечивая потребности французского флота. После повреждений, полученных в результате шторма, плашкоут был преобразован в разведывательный корабль французского флота, а позже название заменено на «Астролябия»
,
в честь одного из кораблей Лаперуза и происходящие от астрономического и навигационного прибора. Вооружение «Астролябии» составляло десять длинноствольных каронад восемнадцатого калибра и две короткоствольные пушки. Несмотря на то, что корабль именовался корветом, он по прежнему во многом сохранял характеристики торгово-транспортного судна.
В то время бытовала точка зрения, что военные корабли менее пригодны для кругосветных плаваний, чем пусть и менее быстроходные, но зато гораздо более прочные и более приспособленные к непогоде торговые суда. Вероятно это явилось одной из причин, повлиявших на выбор «Астролябии» для дальнейших кругосветных плаваний.

### Путешествие под командованиемЛюдовика Исидора Дюперре
Первое кругосветное путешествие корвета по старым именем «Ракушка» состоялось в 1822—1825 годах под командованием Людовика Исидора Дюперре — офицера военно-морского флота, океанографа, члена и президента Французской академии наук, члена Американской академии искусств и наук. Корабль побывал на Тенерифе, в Бразилии. Были открыты острова Клермон-Тоннера, Дюперея, Дюмон-Дюрвиля, исследовано побережье Австралии, Новой Гвинеи, Новой Зеландии, ряд архипелагов и островов Океании. «Раковина» вернулась в Марсель 24 марта 1825 года

По результатам плавания в период между 1825 и 1830 годами, было опубликовано семь томов, связанных с историей и научными результатами экспедиции на «Раковине», охватывающих все области науки (антропология, зоология, ботаника, география, гидрография, астрономия, метеорология и др.). Людовик Исидор Дюперре в в них выдвигал теорию формирования островов Тихого океана. Значительная часть работ была посвящена изучению языка, характера, манер, физиогномики островитян. Было подготовлено 53 географических карты, написана книга «Voyage autour du monde exécuté par la corvette la Coquille».

### Первое плавание под командованием Дюмон-Дюрвиля

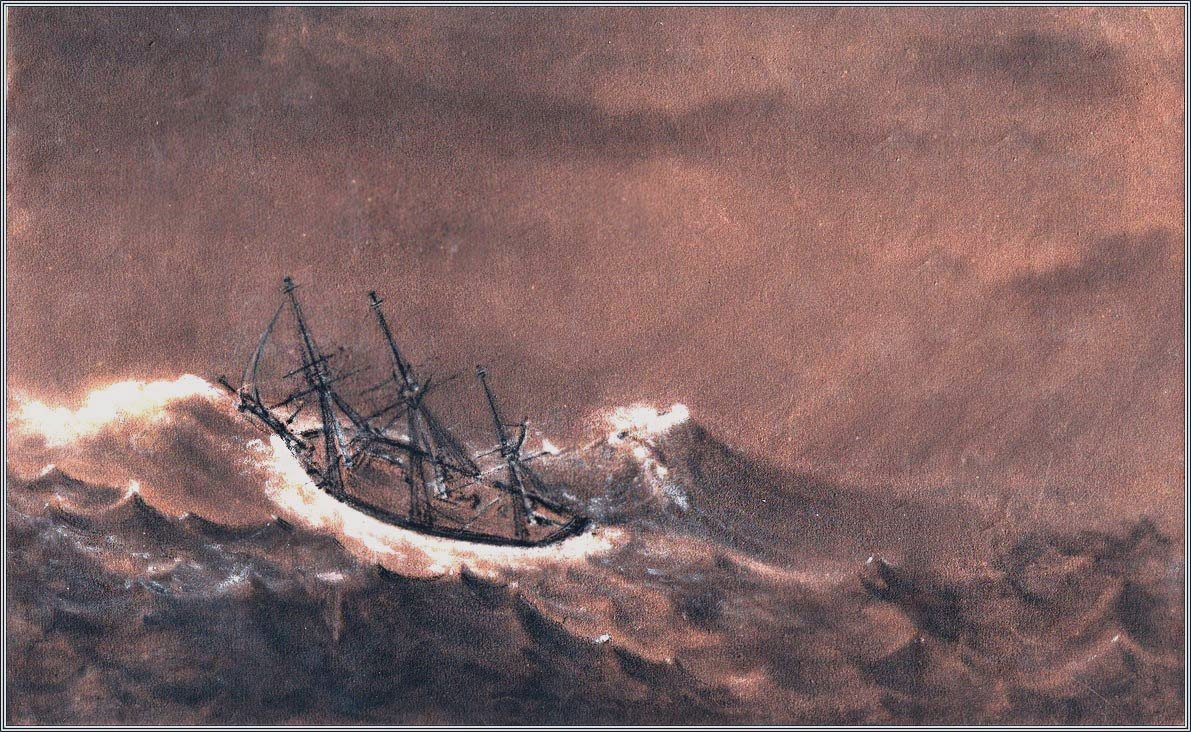
Бартелеми Ловернь, Шторм у берегов Новой Зеландии. Кругосветное плавание на Астролябии. Поиск следов пропавшей экспедиции Лаперуза, 1829.

По возвращении во Францию Жюль Дюмон-Дюрвиль, участвующий в первом кругосветном плавании, организовал новую экспедицию. Одной из задач этого плавания был поиск пропавших кораблей Лаперуза. К этому времени появились первые сведения о находках следов крушения. Однако информация была скудной и скрывалась, так как многие хотели получить награду за получение более точных сведений о произошедшей трагедии.
«Раковина», переименованная к тому времени в «Астролябию» отплыла из Тулона 22 апреля 1826 (по другим сведения 25 апреля). Экипаж — восемьдесят человек, в том числе шесть морских пехотинцев. Она направилась в сторону Тихого океана, для кругосветного плавания, продолжавшегося почти три года.
В январе 1827 «Астролябия» исследовала окрестности Новой Зеландии и прежде всего залива Тасман.
В январе 1827 года «Астролябия» подошла к Новой Зеландии и обследовала, береговую линию острова с юга на север, а через несколько месяцев «Астролябия» посетила архипелаг Тонго. Здесь исследователи получают интересные сведения об экспедиции Лаперуза. Впоследствии Жюль Дюмон-Дюрвиль в письме морскому министру, напишет:

«…должен Вам сообщить, что мне удалось узнать об интересном факте: я почти полностью уверен, что корабли нашего несчастного Лаперуза заходили в Анамуко, это один из островов Хапайи, расположенный примерно в двадцати милях к северу от Тонго-Табу. И даже оставались здесь довольно долго. Об этом мне рассказали здешняя королева и ее брат».

Корабль проплыл вдоль восточного побережья Северного острова. 12 марта 1827 «Астролябия» добралась до залива Бей-оф-Айлендс. Затем «Астролябия» посетила Фиджи.
Во время экспедиции были выполнены первые карты островов Луайоте и исследованы берега Новой Гвинеи.
В 1828 году Дюмон-Дюрвилю удалось подтвердить сообщения английского капитана Питер Диллон, обнаружевшего на острове Ваникоро следы кораблекрушения Лаперуза вблизи островов Ваникоро. На месте крушения был поставлен памятник. Дюмон-Дюрвиль сумел разыскать остатки одного из его кораблей и поднять со дна морского бесценные реликвии трагически погибшей экспедиции.
Далее «Астролябия» проследовала к Каролинские и Молуккские острова. Корабль вернулся в Марсель на 25 марта 1829 года.
Экспедиция Дюмон-Дюрвиля проделала почти двадцать пять тысяч миль . «Астролябия» нанесла на карту в архипелагах Тонго и Фиджи положение более полутораста остров, из большинство из которых были неизвестны в Европе до этого времени. Впоследствии ряд островов стали носить имена, связанные с экспедицией Дюмон-Дюрвиля.

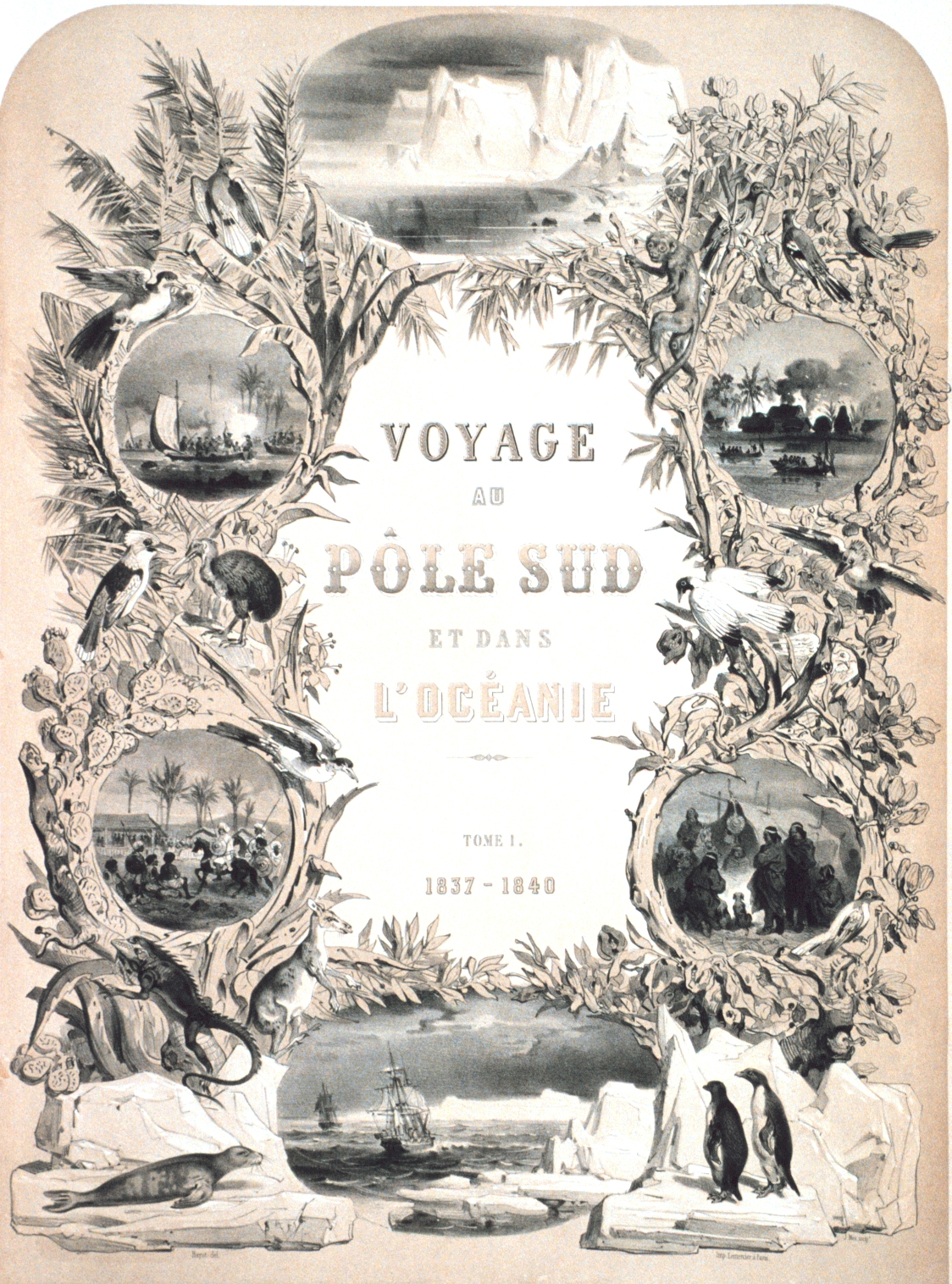
«Путешествие к южному полюсу и в Океанию на корветах Астролябия и Усердный» (издание 1842 года).

### Второе плавание под командованием Жюль Дюмон-Дюрвиля
В январе 1837 года Дюмон-Дюрвиль пишет письмо морскому министру, выражая готовность совершить свое третье научно-исследовательское кругосветное путешествие и получает положительный ответ. Особое внимание Дюмон-Дюрвиль собираелся уделить корректировке карт, исправлению координат, а также изучению земного магнетизма. Одной из задач экспедиции было пересечение 67 широты для обнаружение южного магнитного полюса и южного материка, о возможности существования которого было много разговоров после английских и американских экспедиций. За это даже была обещана королевская награда.
«Астролябия» вместе с другим кораблем «Усердным» вышли из Тулона 7 сентября 1837 года. Спустя три месяца они проплыли Магелланов пролив и в течение месяца занимались гидрографическими работами — от мыса Св. Девы до порта Галлан.
15 января 1838 года, когда «Астролябия» находилась на 58-м градусе южной широты, перед кораблем был замечен первый айсберг, а уже под 65-м градусом на пути возникает сплошная ледяная стена. «Астролябия» вынуждена направиться к берегам Чили. Они посещают Соломоновы острова, острова Вити и в конце 1838 года бросают якорь на Таити. Далее проводятся океанографические исследования возле берегов Новых Гебридов и архипелага Бенкса. Проводятся исследования береговой линии Новой Гвинеи.
В течение следующих двух месяцев «Астролябия» и «Усердный» будут исследовать восточные берега Новой Зеландии.
7 ноября 1840 года «Астролябия» возвратилась в Тулон. В течение 38 месяцев плавания экспедицией было выполнено огромное количество океанографических работы, собраны минералогические, зоологические и ботанические коллекции. Создано много новых карт, описаний, рисунков.
Дюмон-Дюрвиль приступает к подготовке в печать материалов своей экспедиции, занявший 23 тома и 5 атласов.

## Интересные факты

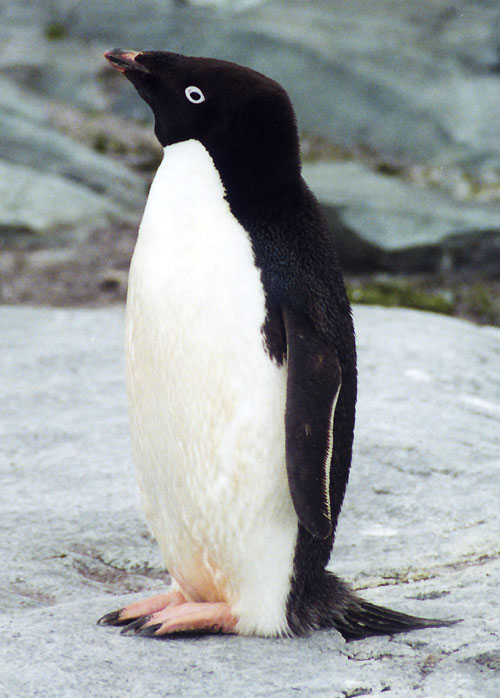
Пингвин Адели, открытый во время плавания Астролябии.

- Во время второго кругосветного путешествия Жюль Дюмон-Дюрвиля корабль, подобно кораблям Лаперуза несколько раз был на краю гибели. Французский художник Бартелеми Ловернь, принимавший участие в экспедиции изобразил бедственное положение «Астролябии» на своих рисунках[9].

Сам же Жюль Дюмон-Дюрвиль писал в своих дневниках:

«Наконец-то „Астролябия“ покинула беспокойные берега Новой Зеландии и направилась в более тихие прибрежные районы экваториальной зоны. Трижды экспедиция была под угрозой гибели: при входе в бухту Течений, в проливе Французов и особенно около рифов бухты Изобилия. Лишь ценой огромных усилий нам удалось завершить начатое нами важное дело. Но мы уносим с собой мысль, что результатом нашего пребывания у берегов Новой Зеландии являются значительные работы. Обширная береговая линия была нанесена на карту скрупулезно и с малейшими деталями. Отныне географы не смогут говорить об этих больших южных островах, не упоминая работ и открытий, сделанных „Астролябией“. Что по сравнению с такими результатами все пережитые нами опасности и лишения?!»

- Путешествия, совершенные на «Астролябии» увековечены в памятных монетах Евросоюза[11] и государства Острова Кука[12].
- Во время второй экспедиции Жюль Дюмон-Дюрвиля был открыт новый вид пингвинов, которому он дал название в честь своей жены Пингвин Адели.[1].

## Наследие
Именем «Астролябии» назван ледник в Антарктиде, остров, расположенный на 63°17′S и 58°40′W, рифы у берегов Фиджи и Новой Зеландии и западного побережья Антарктического полуострова.

«Астролябия» в изобразительном искусстве
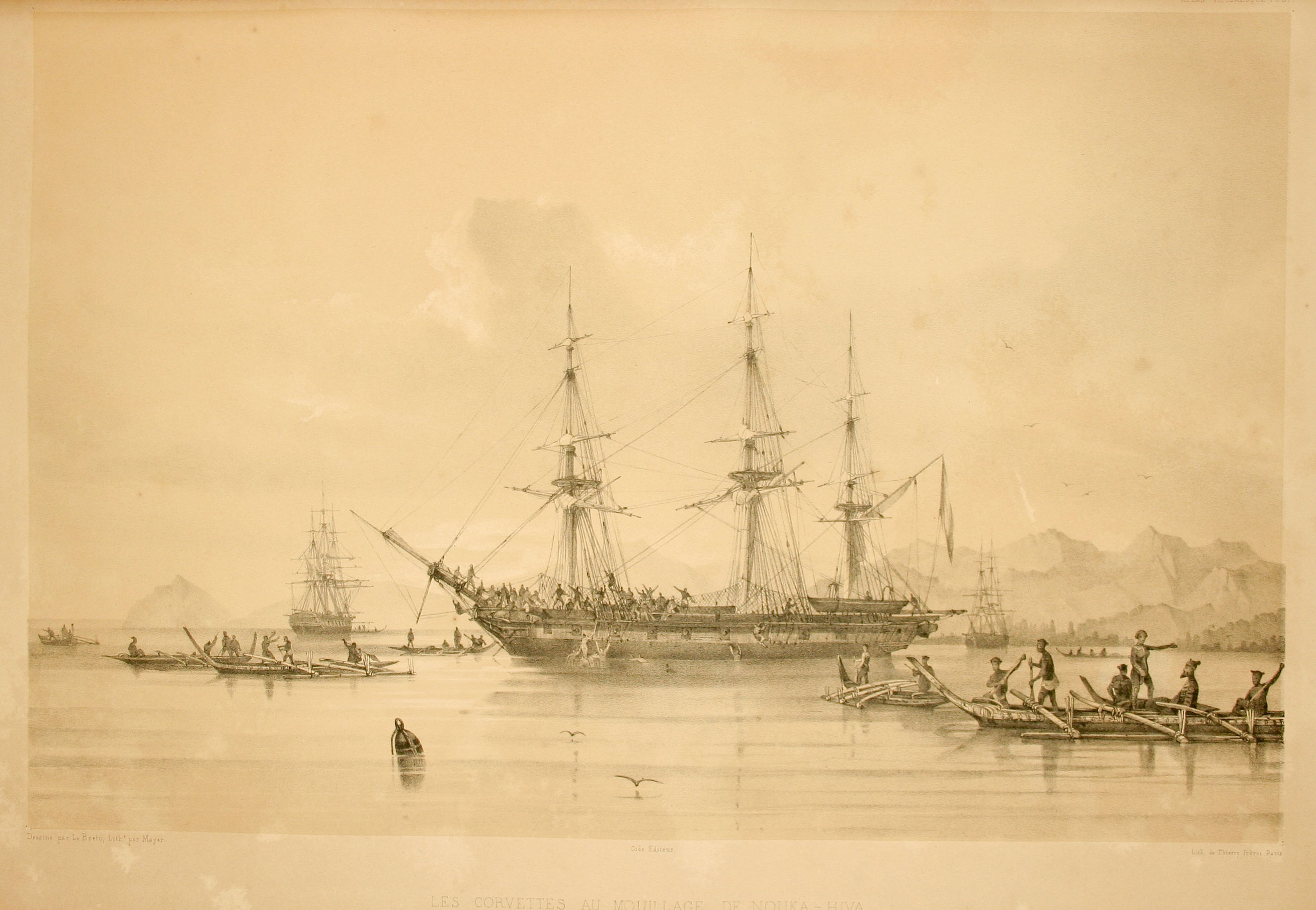
Астролябия и Усердный на якоре в бухте "Anna-Maria Bay" (Нуку-Хива). Гравюра Луи Бретон.
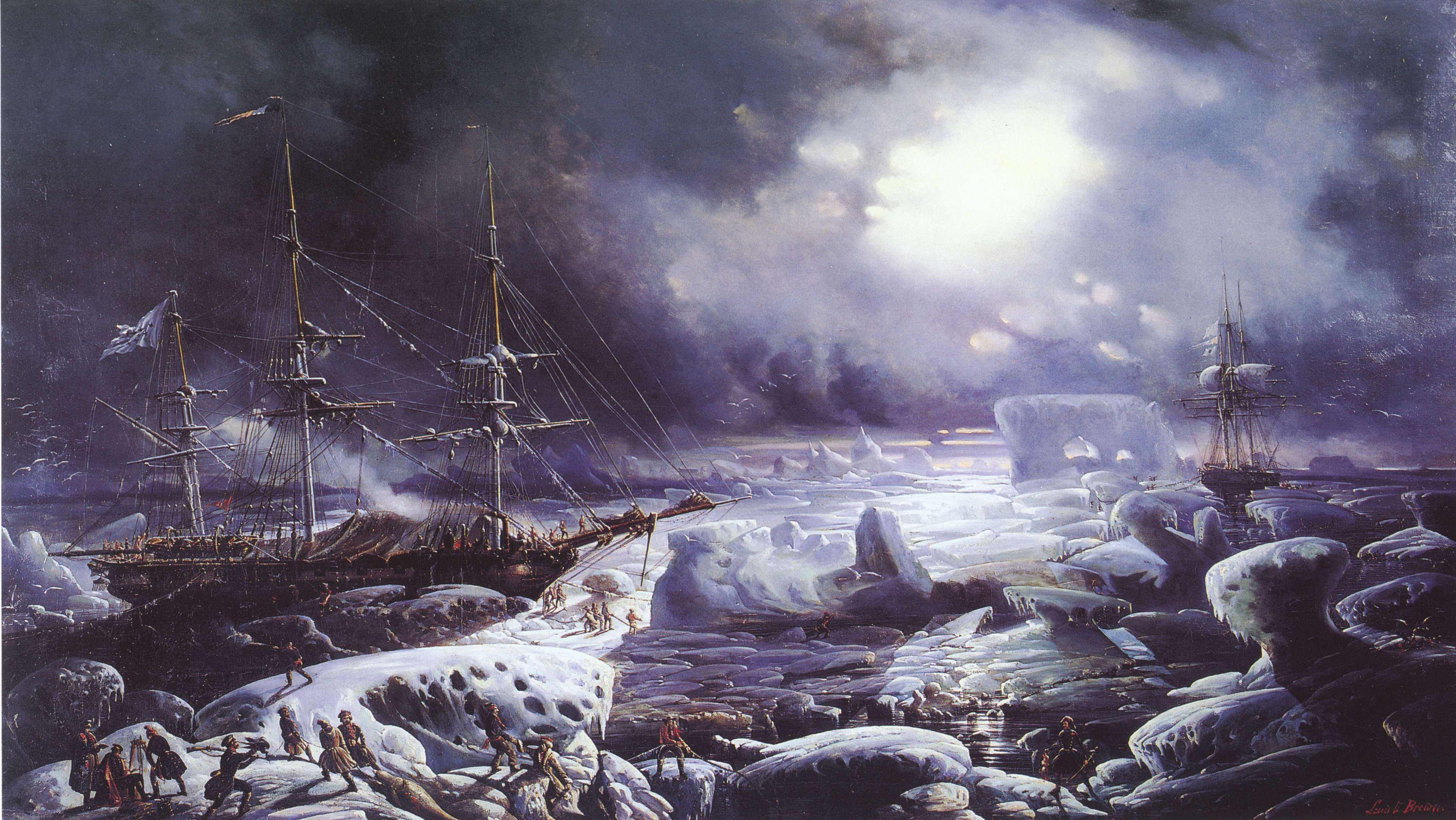
Астролябия и Усердный в ледниках в Austral Ocean. Картина Луи Бретон.
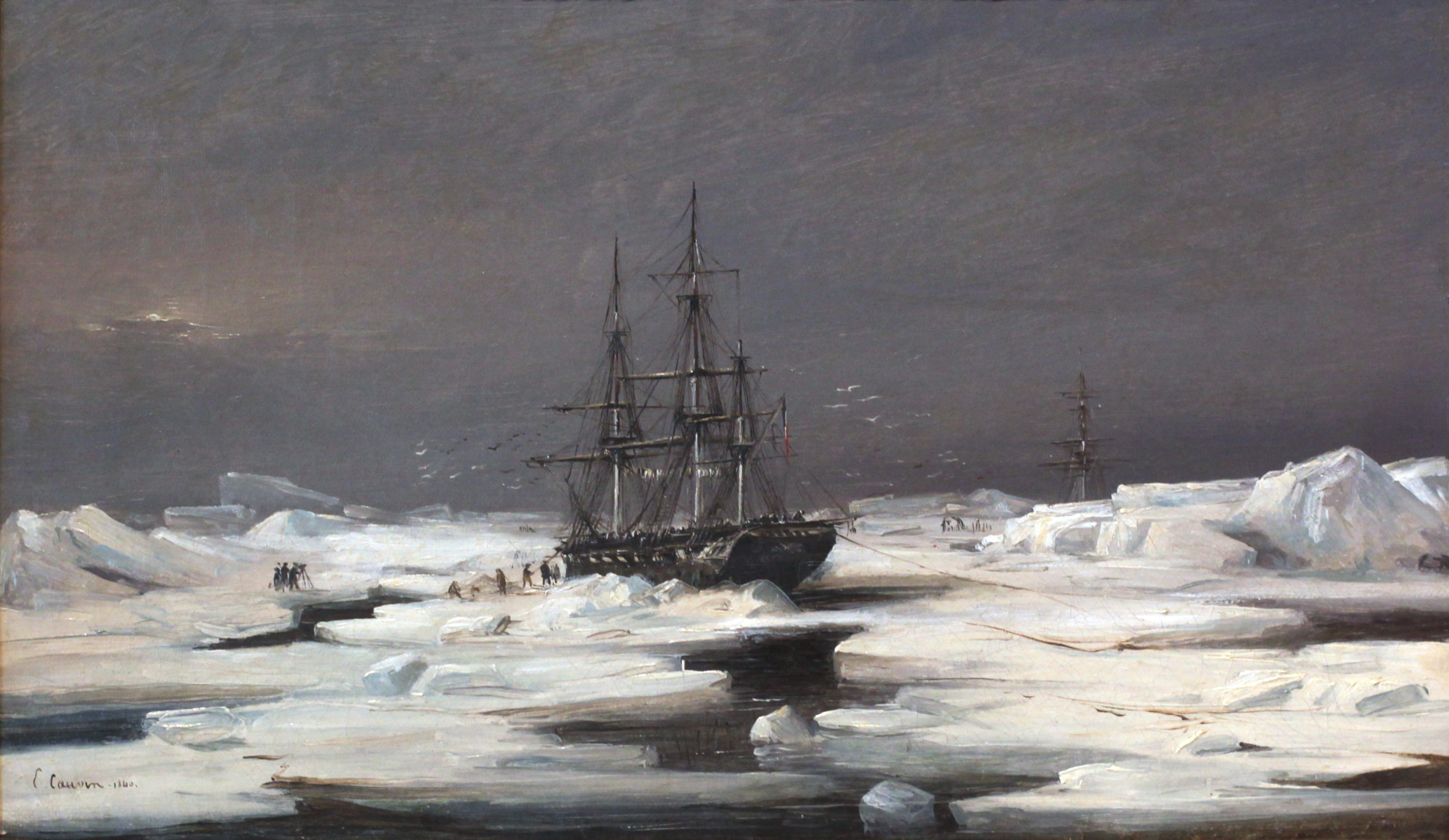
Астролябия и Усердный зажатые во льдах при открытии земли Адели, картина Луи Ковена.